# Партия закона и порядка Род-Айленда
Партия закона и порядка Род-Айленда (англ. Law and Order Party of Rhode Island) или Легальная партия (англ. Legal Party) — политическая партия в американском штате Род-Айленд, существовавшая в середине 1840-х годов. Партия сформирована сторонниками губернатора Сэмюэля Кинга и состояла из вигов и консервативных демократов, выступавших против сторонников реформатора Томаса Дорра, стремившегося принять новую Конституцию штата (на тот момент Род-Айленд использовал королевскую хартию, утверждённую ещё английским королём Карлом II, оставлявшую право голоса за землевладельцами). 
Однако в ноябре 1842 года партия разработала новую Конституцию, создав всеобщее избирательное право для всех взрослых мужчин штата, включая чернокожих (в благодарность за их лояльность во время восстания). В мае 1843 года законодательное собрание острова приняла новую конституцию, которая оставалась в силе вплоть до конца двадцатого века.

## Известные члены партии
- Губернатор Джеймс Феннер (1843—1845)
- Губернатор Байрон Дайман (1846—1847)